# Припрутська сільська рада
Припру́тська сільська́ ра́да — адміністративно-територіальна одиниця та орган місцевого самоврядування в Новоселицькому районі Чернівецької області. Адміністративний центр — село Припруття.

## Загальні відомості
- Населення ради: 2 609 осіб (станом на 2001 рік)

## Населені пункти
Сільській раді підпорядковані населені пункти:
- с. Припруття
- с. Боянівка

## Склад ради
Рада складається з 16 депутатів та голови.
- Голова ради: Бабій Аурел Васильович
- Секретар ради: Гостюк Марія Федорівна

### Керівний склад попередніх скликань
| Прізвище, ім'я, по батькові | Основні відомості                                                                     | Дата обрання | Дата звільнення |
| --------------------------- | ------------------------------------------------------------------------------------- | ------------ | --------------- |
| Бабій Аурел Васильович      | Сільський голова, 1969 року народження, освіта середня загальна, безпартійний         | 26.03.2006   | 31.10.2010      |
| Бабій Аурел Васильович      | Сільський голова, 1969 року народження, освіта середня загальна, член Партії регіонів | 31.10.2010   |                 |

Примітка: таблиця складена за даними сайту Верховної Ради України

### Депутати
За результатами місцевих виборів 2010 року депутатами ради стали:

#### За суб'єктами висування
| Суб'єкт висування      | Кількість обраних депутатів | %    |
| ---------------------- | --------------------------- | ---- |
| Самовисування          | 15                          | 93,8 |
| Аграрна партія України | 1                           | 6,3  |

#### За округами
| № округу               | Прізвище, ім'я, по батькові | Дата визнання обраним | Освіта             | Партійна приналежність                | Відомості про обраного депутата                        |
| ---------------------- | --------------------------- | --------------------- | ------------------ | ------------------------------------- | ------------------------------------------------------ |
| Аграрна партія України |                             |                       |                    |                                       |                                                        |
| 1                      | Гиза Христина Георгіївна    | 01.11.2010            | вища               | позапартійна                          | Районна насінева інспекція, агроном                    |
| Самовисування          |                             |                       |                    |                                       |                                                        |
| 2                      | Герасим Дмитро Миколайович  | 01.11.2010            | середня спеціальна | позапартійний                         | приватний підприємець                                  |
| 3                      | Гостюк Марія Федорівна      | 01.11.2010            | вища               | член Соціалістичної партії України    | Припрутська сільська рада, секретар                    |
| 4                      | Шугані Степан Флорович      | 01.11.2010            | середня спеціальна | позапартійний                         | тимчасово не працює                                    |
| 5                      | Вайпан Микола Драгошевич    | 01.11.2010            | середня спеціальна | член Політичної партії «Наша Україна» | тимчасово не працює                                    |
| 6                      | Вайпан Олена Дмитрівна      | 01.11.2010            | вища               | позапартійна                          | пенсіонер                                              |
| 7                      | Кімін Віорел Васильович     | 01.11.2010            | середня            | член Соціалістичної партії України    | приватний підприємець                                  |
| 8                      | Сохацька Емілія Троянівна   | 01.11.2010            | вища               | позапартійна                          | пенсіонер                                              |
| 9                      | Вайпан Аліна Іванівна       | 01.11.2010            | вища               | позапартійна                          | Припрутський навчально-виховний комплекс, вчитель      |
| 10                     | Дирда Михайло Федорович     | 01.11.2010            | вища               | член Партії регіонів                  | Новоселицька РДА, головний спеціаліст                  |
| 11                     | Морараш Василь Ілліч        | 01.11.2010            | середня спеціальна | позапартійний                         | тимчасово не працює                                    |
| 12                     | Скалько Іван Георгійович    | 01.11.2010            | середня спеціальна | позапартійний                         | тимчасово не працює                                    |
| 13                     | Богославець Іван Драгошевич | 01.11.2010            | середня спеціальна | позапартійний                         | ПП «Роднічок», водій                                   |
| 14                     | Шугані Домніка Василівна    | 01.11.2010            | вища               | член Соціалістичної партії України    | Припрутський фельдшерсько-акушерський пункт, медсестра |
| 15                     | Бабій Петро Васильович      | 01.11.2010            | середня спеціальна | позапартійний                         | приватний підприємець                                  |
| 16                     | Бабій Василь Іванович       | 01.11.2010            | середня спеціальна | позапартійний                         | Припрутська сільська рада, спеціаліст                  |